# Christoffel Bisschop

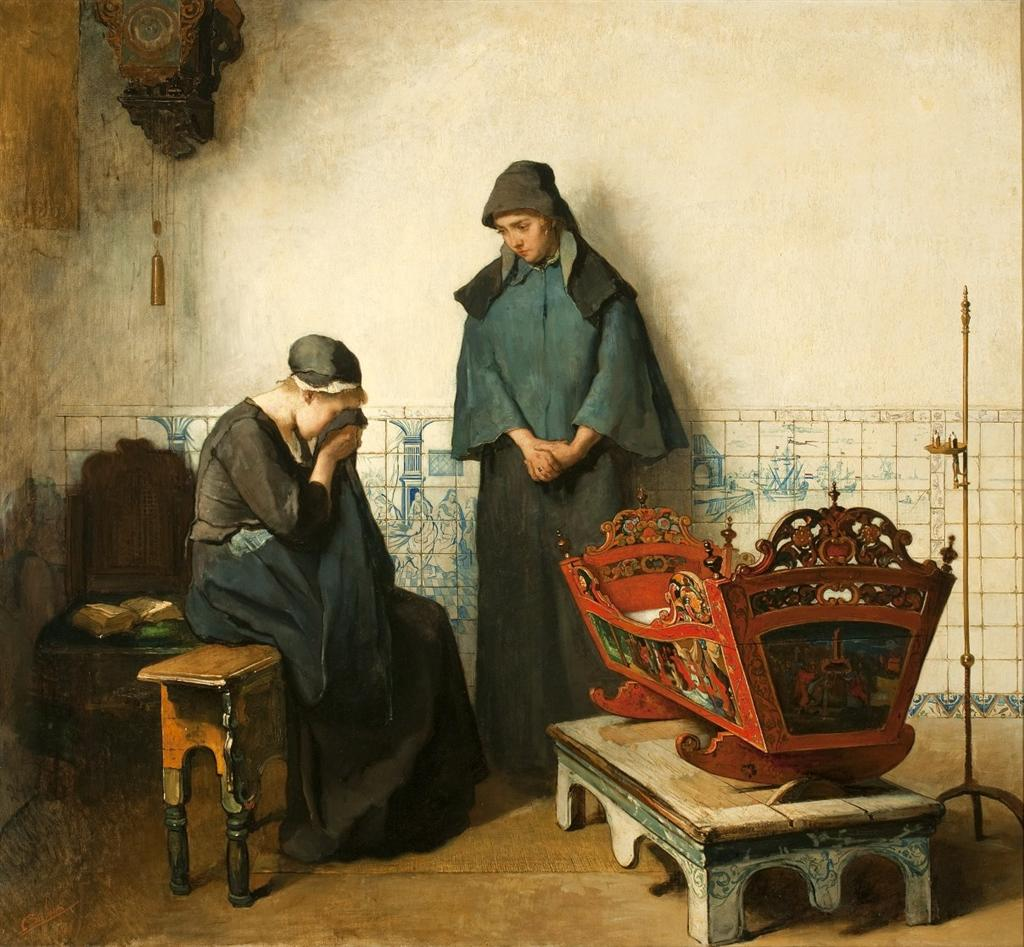
Der Herr hat gegeben, der Herr hat genommen

Christoffel Bisschop (* 22. April 1828 in Leeuwarden; † 5. Oktober 1904 in Scheveningen) war ein niederländischer Maler, Zeichner und Lithograf.
Bisschop wurde als Sohn der Kaufleute Richard Bisschop und Sara Soeting geboren. 
In Leeuwarden wurde er Schüler vom Maler und Zeichner Hendrik Schaaff, in Amsterdam vom Maler Jacobus Schoemaker Doyer und in Delft vom Maler und Lithograf Willem Hendrik Schmidt. Er studierte von 1848 bis 1852 an der Koninklijke Academie van Beeldende Kunsten in Den Haag beim Maler, Zeichner und Lithographen Hubertus van Hove. Dann setzte er das Studium in Paris bei Charles Gleyre fort. 1855 ließ er sich in Den Haag nieder. 
Bisschop war ein vielseitiger Künstler, er malte Genre- und Mythologie-Szenen, Porträts, Interieurs und Stillleben. 1861 wurde sein Werk mit einer Ehrenmedaille ausgezeichnet. Seine Arbeiten wurden regelmäßig in und außerhalb der Niederlande ausgestellt. 1863 wurde er zum Ritter des Ordens der Eichenkrone ernannt.
Er heiratete am 26. Januar 1869 seine Schülerin, die in Kensington geborene Londoner Malerin Kate Swift (1834–1928). Mit seiner Frau lebte und arbeitete er in der Villa „Frisia“ in Scheveningen. Er war Mitglied des Künstlervereins „Pulchri Studio“ und der Hollandsche Teekenmaatschappij in Den Haag.
Das Werk van Bisschops befindet sich in den Sammlungen des Stedelijk Museum Amsterdam, des Rijksmuseums, des Groninger Museums, des Friesmuseums in Leeuwarden, des Dordrechtsmuseums, des Gemeentemuseums Den Haag, der Mesdag-Sammlung in Den Haag, des Zuiderzeemuseums in Enkhuizen und des Teylers Museums in Haarlem.